# وندی (خواننده)
سون سیونگ وان (به کره‌ای: 손승완) (زاده ۲۱ فوریه، ۱۹۹۴)، که بیشتر با نام حرفه‌ای وندی (به کره‌ای: 웬디) شناخته می‌شود، خوانندهٔ اهل کره جنوبی است. او عضو گروه دخترانه رد ولوت است.

## اوایل زندگی
وندی در بیست و یک ماه فوریهٔ سال ۱۹۹۴ در محلهٔ سونگ بوک دونگ، در شهر سئول متولد شد. او به دلیل داشتن خانواده‌ای اهل موسیقی، از پنج سالگی علاقهٔ خود را برای خواننده شدن نشان داد. علاوه بر اشتیاقش برای خوانندگی، او سازهای زیادی مانند پیانو، گیتار، فلوت و ساکسفون را می‌نوازد. او تا سال پنجم ابتدایی با خانواده اش در جیچیون زندگی کرد تا اینکه برای تحصیل در خارج از کشور با خواهر بزرگترش، سان سیونگ هه، به کانادا مهاجرت کرد. او مدتی در شهر براکویل، در استان انتاریو ماند و بعد از آن به ایالات متحده رفت و به عنوان دانش آموز و ورزشکار افتخاری به مدرسهٔ شتک سنت مری واقع در شهر فریبلت، مینه‌سوتا پیوست و تعداد زیادی جایزه در زمینه‌های علمی و مربوط به موسیقی دریافت کرد. در آنجا بود که او شروع به استفاده از نام انگلیسی خود یعنی «وندی شان» کرد.